# Comerica Bank Challenger 2002
Il Comerica Bank Challenger 2002 è stato un torneo di tennis facente parte della categoria ATP Challenger Series nell'ambito dell'ATP Challenger Series 2002. Il torneo si è giocato a Aptos negli Stati Uniti dal 15 al 21 luglio 2002 su campi in cemento.

## Vincitori

### Singolare
Brian Vahaly ha battuto in finale  Noam Behr con il punteggio di 2–6, 6–3, 6–2

### Doppio
Amir Hadad /  Martín Vassallo Argüello hanno battuto in finale  Brandon Coupe /  Brandon Hawk con il punteggio di 6–4, 6–4